# Medal Rodła
Medal Rodła – polskie cywilne odznaczenie państwowe okresu PRL.

## Historia
Medal Rodła został ustanowiony ustawą z dnia 18 kwietnia 1985 roku „z okazji 40 rocznicy zwycięstwa nad hitlerowskim faszyzmem i powrotu do Macierzy prastarych piastowskich ziem zachodnich i północnych oraz w celu uhonorowania osób, których działalność i nieugięta postawa przyczyniły się do przetrwania świadomości narodowej i kultury polskiej wśród Polaków zamieszkałych na terenach byłego państwa niemieckiego oraz byłego Wolnego Miasta Gdańska, a także do integracji tych ziem z Macierzą”.
Medal nadawano w uznaniu zasług w działalności na rzecz zachowania świadomości narodowej i kultury polskiej wśród Polaków zamieszkałych na terenach należących przed II wojną światową do Niemiec lub Wolnego Miasta Gdańska, w walce o prawa Polaków na tych terenach, a także w działalności na rzecz odbudowy i integracji tych ziem z Polską po ich włączeniu w granice państwa.

## Zasady nadawania
Medal nadawany był byłym członkom Związku Polaków w Niemczech i Wolnym Mieście Gdańsku oraz innych stowarzyszeń i organizacji prowadzących przed przyłączeniem do Polski ziem zachodnich i północnych działalność społeczno-polityczną, gospodarczą, kulturalną i w innych dziedzinach na rzecz ludności polskiej zamieszkałej na tych terenach. Medal nadawano również osobom szczególnie zasłużonym w powojennej odbudowie i integracji z resztą kraju Ziem Odzyskanych. W szczególnych wypadkach Medal mógł być nadany również pośmiertnie.
Medal nadawała Rada Państwa, począwszy od 9 maja 1985 roku. Ustawa przewidywała, że medal będzie nadawany do 9 maja 1990 (od 1989 był nadawany przez Prezydenta PRL / RP). Z dniem 23 grudnia 1992 ustawa o ustanowieniu Medalu Rodła utraciła moc.

## Odznaka
Odznaką Medalu Rodła jest medal okrągły o średnicy 38 mm, wykonany z tombaku posrebrzanego, oksydowanego. Na awersie pośrodku umieszczony jest znak rodła z orłem piastowskim, z napisem na obrzeżu: NIE RZUCIM ZIEMI / SKĄD NASZ RÓD. Na rewersie pośrodku jest wyryta stylizowana mapa Polski z literami PRL, otoczona napisem: BOJOWNIKOM / BUDOWNICZYM / POLSKOŚCI oraz trzema podpisanymi herbami symbolizującymi Śląsk, Pomorze, Warmię i Mazury.
Medal noszono na wstążce o szerokości 40 mm, w kolorze turkusowym, oblamowanej z dwóch stron wąskimi paskami w kolorach czerwonym i białym.
Medal noszono na lewej stronie piersi w kolejności po Medalu Zwycięstwa i Wolności 1945 r, obecnie noszony jest po innych odznaczeniach państwowych.
Projektantem odznaki jest rzeźbiarz, medalier Edward Gorol.

## Odznaczeni
Według danych Biura Odznaczeń Państwowych Kancelarii Rady Państwa oraz Biura Odznaczeń Kancelarii Prezydenta RP nadano łącznie 6680 medali